# Braunsbach
Braunsbach est une commune de Bade-Wurtemberg (Allemagne), située dans l'arrondissement de Schwäbisch Hall, dans la région de Heilbronn-Franconie, dans le district de Stuttgart. Le 30 mai 2016, à la suite de pluies torrentielles, la rivière est sortie de son lit, charriant des matériaux et des boues qui ont provoqué des inondations et de nombreux dégâts sur les véhicules et habitations.